# Gostota magnetnega polja
Gostòta magnétnega pólja ali gostòta magnétnega pretòka (oznaka B) je vektorska količina, ki določa magnetno polje. Določena je z magnetno silo na ravni vodnik z dolžino l, po katerem teče električni tok I, segajoč v magnetno polje tako, da je pravokoten na smer polja:
{\displaystyle \mathbf {F} =I\ \mathbf {l} \times \mathbf {B} \!\,.}
Mednarodni sistem enot določa za gostoto magnetnega polja izpeljano enoto tesla: 1 T = 1 Vsm-2. Starejša je 10.000-krat manjša enota gauss.

## Zveza med gostoto in jakostjo magnetnega polja
V praznem prostoru je gostota magnetnega polja B premo sorazmerna jakosti magnetnega polja H, sorazmernostni koeficient je indukcijska konstanta μ0:
{\displaystyle \mathbf {B} =\mu _{0}\mathbf {H} \!\,.}
V neferomagnetnih snoveh se sorazmernost ohrani, če se vpelje permeabilnost μ:
{\displaystyle \mathbf {B} =\mu \mu _{0}\mathbf {H} \!\,.}
Permeabilnost je razmerje med gostoto magnetnega polja v izbrani snovi in ustrezno gostoto v vakuumu. Snovi, pri katerih je permeabilnost malo večja od 1, so paramagnetne, tiste, pri katerih je malo manjša od 1, pa diamagnetne.
V feromagnetnih snoveh gostota magnetnega polja v splošnem ni sorazmerna jakosti magnetnega polja.

## Magnetni pretok
Podobno kot pri električnem polju se lahko vpelje magnetni pretok Φm skozi dani presek cevi silnic (zaradi te zveze se za gostoto magnetnega polja uporablja tudi izraz gostota električnega pretoka):
{\displaystyle \Phi _{m}=\int _{S}\mathbf {B} \cdot \mathbf {S} \!\,.}
Integracija poteka po vsej površini preseka silnic. Če je površina zaključena ploskev, jo vsaka silnica prebode dvakrat: prvič, ko vanjo vstopi, in drugič, ko izstopi. Magnetni pretok skozi zaključeno ploskev je zato enak nič. Ta ugotovitev je znana kot zakon o magnetnem pretoku, ki predstavlja eno od Maxwellovih enačb:
{\displaystyle \oint _{S}\mathbf {B} \cdot \mathbf {S} =0\!\,.}
Zakon o magnetnem pretoku je posledica dejstva, da v naravi ni magnetnih monopolov.